# Renier (proost)
Renier of Reinerus (tweede helft elfde eeuw) was proost van het kapittel van Sint-Donaas in Brugge en kanselier van Vlaanderen.

## Levensloop
Het is waarschijnlijk dat Reinerus, als proost van Sint-Donaas, vanaf 1080 bedacht werd met een functie van vice-kanselier, die een aanloop was naar het instellen van het kanselierschap.
Het is in 1089 dat hij de eerste kanselier van Vlaanderen werd. Graaf Robrecht II van Jeruzalem, in opdracht van zijn vader Robrecht I de Fries stelde hem aan en maakte de functie meteen overdraagbaar op alle volgende proosten van de grafelijke kerk. De kanselier kreeg de opdracht om alle medewerkers van de graaf onder zijn hoede te nemen en te controleren, terwijl hij tevens alle financiële aspecten van het beheer van het graafschap onder controle kreeg. Meteen werd hij ook de zegelbewaarder, belangrijke functie bij het legaliseren van grafelijke oorkonden en andere documenten.
Ondanks deze belangrijke verhoging in belangrijkheid, is ook deze proost slechts met zijn voornaam bekend en is hij hierdoor moeilijk te identificeren.
Een bijkomende vraag is of hij dezelfde persoon zou zijn als de Reinerus die in 1046 als deken van het Sint-Donaaskapittel zou gefungeerd hebben. Het is niet onmogelijk, hoewel een periode van veertig jaar tussen het ene en het andere, vooral voor die tijd, toch aanzienlijk is. Daarbij werd de naam van deken Reinerus alleen maar vermeld in een valse oorkonde die dateert van ca. 1150.